# Алфёров, Захар Акимович
Алфёров, Захар Акимович (1874 — 13 декабря 1957) — донской казак, первый атаман Верхне-Донского округа Области Войска Донского, донской общественный деятель.

## Биография
Родился в 1874 году. Окончил Ростовское реальное училище, затем Новочеркасское юнкерское училище, Академию Генерального штаба (1906).
Служил в 1-м Донском казачьем полку, затем — инспектором Ташкентского кадетского корпуса. Во время Первой мировой войны командовал 24-м Донским казачьим полком, с ним вернулся на Дон в 1917 году. Полковник (1916). Делегат от станицы Еланской на все Войсковые круги (1917—1920).
Участник Степного похода. Первый атаман Верхне-Донского округа (1918), руководивший борьбой с подтёлковцами. Летом 1918 — командующий Северной группой войск Донской армии. За взятие Богучара произведён в генерал-майоры (1918). В дальнейшем оставил пост окружного атамана и участвовал в работе Войскового круга. Премьер-министр республики Всевеликое Войско Донское (конец 1919).
После поражения Белой Армии эмигрировал в Югославию, где был сотрудником исторического отдела Генерального штаба Белой Армии и разрабатывал историю Первой мировой войны. В эмиграции поддерживал казачье национальное движение. В 1950 году уехал в Италию, а затем — в США.
Умер в Нью-Йорке в 1957 году. Похоронен на кладбище Успенского женского Новодивеевского монастыря в Нануэт, Нью-Йорк.